# リック・カーライル
リック・カーライル（Rick Carlisle）ことリチャード・プレストン・カーラル（Richard Preston Carlisle'、1959年10月27日 - ）は、アメリカ合衆国ニューヨーク州オグデンズバーグ出身のバスケットボール指導者である。NBAのインディアナ・ペイサーズでヘッドコーチを務めている。

## 経歴

### プロ入りまで
ニューヨーク州リスボンで育った。マサチューセッツ州のウースター・アカデミーに進学し、メイン大学で2シーズン過ごした後はバージニア大学に転校し、キャプテンの1人としてチームを1984年のNCAAトーナメントベスト4まで進出させた。大学では心理学の学位を取得した。

### NBA
1984年のNBAドラフトでボストン・セルティックスにドラフト指名され、入団。1986年のNBAファイナルで優勝してチャンピオンリングを獲得したが、カーライル自身はあまり活躍できず、1試合平均2.2得点、1.0アシスト、0.8リバウンドに留まり、1987年にチームから放出され、ニューヨーク・ニックスでリック・ピティーノの下、1987-1988シーズンを過ごし、1989年、ニュージャージー・ネッツで5試合プレーした。

### コーチキャリア
ビル・フィッチやチャック・デイリーの下でスタッフとして5年間学んだ後、1994年にポートランド・トレイルブレイザーズのP・J・カーリシモヘッドコーチのもとでアシスタントコーチに就任した。その後、1997年に元チームメイトであったラリー・バードのアシスタントコーチとしてインディアナ・ペイサーズに加わった。その年のペイサーズはチーム史上最多の58勝を挙げ、カーライルはオフェンシブ・コーディネーターとしてチームが躍進した要因の1つとなった。チームはカンファレンスファイナルでNBAファイナル3連覇を狙うマイケル・ジョーダン率いるシカゴ・ブルズを第7戦まで追い詰めた。
2000年、ペイサーズは56勝を挙げてNBAファイナルに初進出したが、ロサンゼルス・レイカーズに2-4で敗れた。シーズン終了後にラリー・バードは辞任し、後継者としてカーライルを選ぶようチームに要請したが、チームはCBAチームのオーナーであったアイザイア・トーマスをヘッドコーチに任命した。
2001年、カーライルはヘッドコーチとしてデトロイト・ピストンズに迎え入れられた。ピストンズを2年連続でプレイオフ出場に導き、2001-2002シーズンのNBA最優秀コーチ賞に選ばれた。しかしピストンズは、カーライルとの契約があと1年残っているにもかかわらずカーライルを解雇しラリー・ブラウンを後任に迎えた。
ピストンズを追い出されたカーライルは、2004年にアイザイア・トーマスが抜けてラリー・バードが球団社長となったペイサーズとヘッドコーチとして契約した。その年のペイサーズはNBAトップの61勝21敗(.744)を記録、ホームコートアドバンテージを獲得しプレーオフでもボストン・セルティックス、マイアミ・ヒートを撃破したがカンファレンスファイナルでピストンズに敗れた。
2005年ペイサーズは11月19日に起こったパレスの騒乱で主力選手のアーテストが残り73試合全て、スティーブン・ジャクソンが30試合、ジャーメイン・オニールが15試合出場停止になるなど主力を欠くこととなった。さらにオニールとジャマール・ティンズリーが怪我を負いまともに戦える状態ではなかった。それでもなんとか第6シードとしてプレーオフに進出し1回戦でセルティックスに勝利。しかしカンファレンス準決勝でピストンズの前に敗れた。彼は2シーズンチームをプレーオフに導いたが2006-2007シーズン、オールスターブレイクでは29勝24敗だったチームは大型トレードによるチーム・ケミストリーの欠如、主力選手の欠場などにより、その後11連敗するなど35勝47敗に終わり10シーズンぶりにプレーオフを逃した後、ヘッドコーチを解任された。
その後ESPNでスタジオ解説者を務めていたが2008年5月、エイブリー・ジョンソンの後任としてダラス・マーベリックスと4年契約を結びヘッドコーチとなった。アシスタントコーチに元NBAでヘッドコーチを務めたことのあるドウェイン・ケイシー、テリー・ストッツが加わった。
2010年10月8日、練習中に倒れたが、その後はチームに復帰している。 2010-2011シーズンにマーベリックスを初優勝に導いた。
2021年6月17日、マーベリックスHCを辞任。辞任から1週間後の6月24日にペイサーズのHCとして2007年以来の復帰を果たした。

## ヘッドコーチ成績
| チーム         | シーズン     | G    | W   | L   | W–L% | シーズン結果     | PG  | PW | PL | PW–L% | 最終結果                         |
| -------------- | ------------ | ---- | --- | --- | ---- | ---------------- | --- | -- | -- | ----- | -------------------------------- |
| ピストンズ     | 2001–02      | 82   | 50  | 32  | .610 | 1st in Central   | 10  | 4  | 6  | .400  | カンファレンスセミファイナル敗退 |
| ピストンズ     | 2002–03      | 82   | 50  | 32  | .610 | 1st in Central   | 17  | 8  | 9  | .471  | カンファレンスファイナル敗退     |
| ペイサーズ     | 2003–04      | 82   | 61  | 21  | .744 | 1st in Central   | 16  | 10 | 6  | .625  | カンファレンスファイナル敗退     |
| ペイサーズ     | 2004–05      | 82   | 44  | 38  | .537 | 3rd in Central   | 13  | 6  | 7  | .585  | カンファレンスセミファイナル敗退 |
| ペイサーズ     | 2005–06      | 82   | 41  | 41  | .500 | 3rd in Central   | 6   | 2  | 4  | .333  | 1st.ラウンド敗退                 |
| ペイサーズ     | 2006–07      | 82   | 35  | 47  | .427 | 4th in Central   | —   | —  | —  | —     | Missed Playoffs                  |
| マーベリックス | 2008–09      | 82   | 50  | 32  | .610 | 3rd in Southwest | 10  | 5  | 5  | .500  | カンファレンスセミファイナル敗退 |
| マーベリックス | 2009–10      | 82   | 55  | 27  | .671 | 1st in Southwest | 6   | 2  | 4  | .333  | 1st.ラウンド敗退                 |
| マーベリックス | 2010–11      | 82   | 57  | 25  | .695 | 2nd in Southwest | 21  | 16 | 5  | .762  | NBAチャンピオン                  |
| マーベリックス | 2011–12      | 66   | 36  | 30  | .545 | 3rd in Southwest | 4   | 0  | 4  | .000  | 1st.ラウンド敗退                 |
| マーベリックス | 2012–13      | 82   | 41  | 41  | .500 | 4th in Southwest | —   | —  | —  | —     | Missed Playoffs                  |
| マーベリックス | 2013–14      | 82   | 49  | 33  | .598 | 4th in Southwest | 7   | 3  | 4  | .429  | 1st.ラウンド敗退                 |
| マーベリックス | 2014–15      | 82   | 50  | 32  | .610 | 3rd in Southwest | 5   | 1  | 4  | .200  | 1st.ラウンド敗退                 |
| Career total   | Career total | 1050 | 619 | 431 | .589 |                  | 114 | 57 | 58 | .496  |                                  |